# アウトストラーダ

イタリアのアウトストラーダ

アウトストラーダ(Autostrada) はイタリアの高速道路。意味は「自動車道路」。

## 概要
アウトストラーダは世界初の「娯楽やスピード競技、軍用ではない都市間を結ぶ一般用高速道路」である。
自動車のみが通行可能な有料道路であり、かつ平面交差点や信号による交通整理がないもので、公共事業省から認可を受けたもののことをいう（1961年2月7日法律第59号）。
なお、イタリア道路法によるものではないが、ANAS（道路庁、Azienda Nazionale Autonoma delle Strade）の管理する無料の自動車専用道路(Superstrada)もあり、国際道路連盟(IRF)ではこれも高速道路に含んでいる。
自動車と150cc以上の自動二輪が走行できる。ドイツのアウトバーンと接続しているが有料である。
制限速度は130 キロメートル毎時 (以下 km/h と表記する) である。尚2001年の法改正により条件を満たす区間において道路管理者が制限速度を150 km/h に設定することが可能になったが、道路管理者側が訴訟を恐れて引き上げを行っていないため、2021年8月時点で150 km/h 制限の区間はない。

## 歴史
1922年、モンツァ・サーキットの設計者としても知られるミラノ出身の技師ピエロ・プリチェッリによってミラノとヴァレーゼ、コモなどを接続する計画が提案され、国内インフラの整備と自動車による宣伝効果を期待したファシスト政権によって建設は承認された。そして建設承認から2年後の1924年、「一般用の高速道路システム」としては世界初となるミラノ－ガッララーテ間を結ぶ2車線の高速道路が完成した。

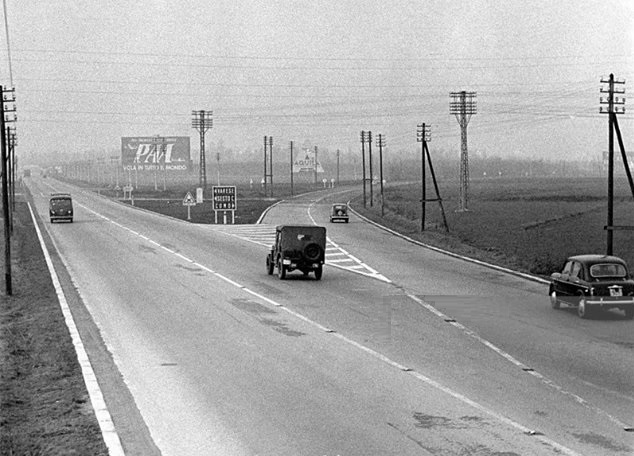
建設当時のアウトストラーダ

ここで重要な点はこれらの高速道路が純粋に「一般向けの国内インフラ」として建設されたことである。単なる自動車専用道路としての高速道路は1911年に完成したアメリカのロングアイランド・モーターパークウェイが有名であるが、これらはいずれも娯楽やスピードレース、ないしは軍用輸送を主眼においた道路であり、現在我々にとって一般的な高速道路の概念とは異なるものである。またドイツのアウトバーンもまたしばしば「世界初の高速道路」として紹介されるが、これについては単なる事実誤認に過ぎない。
アウトストラーダはその後も積極的に建設が行われ、1930年代の終わりまでには400km以上にまで延長、道幅も4車線に拡張された。またこの頃には主要都市だけでなく地方の小都市からも乗り入れが可能となっており、イタリアの一般社会における自動車文化普及を支えたレンタカー文化とともに、庶民の移動・レジャーに欠かせない主要インフラとして発展する。
戦後から現在に至るまでも拡張・延長は繰り返され、2019年末時点では7000km近くの総延長距離を誇っている。

## 詳細

### 運営会社
運営会社は旧公団系のアウトストラーデ社とアナス社が2大道路会社で、その他いくつかの運営会社によって民営化されている。

アウトストラーダ標識

### 料金収受システム
1989年に、テレパス(TELEPASS)という無線式料金収受システムが導入され、後のETCの先駆けとなった。 
近年、アナス社によって、現在無料の区間のうち約1300kmを2012年から有料化する計画のもと、自動ナンバー読み取りによる通行料金徴収システム「フリーフロー」の導入が進められている。フリーフローシステムでは、自動ナンバー読み取りによって後日運転者の銀行口座から料金を引き落とす仕組みで、料金所などが不要になる。

### 路線
2019年末時点で総延長距離6,965.4kmに及び、A1 から連番で存在する。路線には名称があるものがある。詳細はアウトストラーダ一覧を参照のこと。
また、ミラノ－ローマ－ナポリ間を走る最長路線であるA1は「アウトストラーダ・デル・ソーレ（太陽道路）」という愛称でも知られている。